# Anthrenoides affinis
Anthrenoides affinis är en biart som beskrevs av Urban 2007. Anthrenoides affinis ingår i släktet Anthrenoides och familjen grävbin. Inga underarter finns listade i Catalogue of Life.